# Mexicaanse hertmuis
De Mexicaanse hertmuis (Peromyscus mexicanus) is een zoogdier uit de familie van de Cricetidae. De wetenschappelijke naam van de soort werd voor het eerst geldig gepubliceerd door Saussure in 1860.

## Kenmerken
De Mexicaanse hertmuis heeft een kop-romplengte van 11 tot 14 cm, een staartlengte van 10 tot 14 cm en een gewicht van 29 tot 50 gram.

## Leefwijze
De Mexicaanse hertmuis is nachtactief en dit knaagdier leeft met name op de grond, hoewel het een goede klimmer is. Geleedpotigen, zaden en nectar vormen het voedsel.

## Verspreiding
De soort leeft in regenwouden, droogbossen en prairies langs de Atlantische kust van Mexico van San Luis Potosí tot de isthmus van Tehuantepec, de Pacifische kust van Mexico van Oaxaca tot Chiapas, en in de heuvel- en berggebieden tot 3.200 meter hoogte van Guatemala tot oostelijk Panama.